# Romances (álbum)
| Críticas profissionais | Críticas profissionais |
| Avaliações da crítica  | Avaliações da crítica  |
| Fonte                  | Avaliação              |
| ---------------------- | ---------------------- |
| Allmusic               | [ 1 ]                  |
| Chicago Tribune        | [ 2 ]                  |
| Los Angeles Daily News | [ 3 ]                  |

Romances é o 12°. álbum de estúdio do cantor mexicano Luis Miguel, lançado em 12 de agosto de 1997. É o terceiro álbum da série Romance, em que o cantor interpreta somente canções do gênero bolero.

## Faixas
| N.º            | Título                                   | Compositor(es)                                 | Duração |  |
| 1.             | "Voy a Apagar la Luz/Contigo Aprendi"    | Armando Manzanero                              | 4:11    |  |
| 2.             | "Sabor a Mí"                             | Alvaro Carrillo                                | 3:06    |  |
| 3.             | "Por Debajo de la Mesa"                  | Armando Manzanero                              | 3:05    |  |
| 4.             | "La Gloria Eres Tú"                      | José Antonio Mendez                            | 3:21    |  |
| 5.             | "Amanecer"                               | Armando Manzanero                              | 3:31    |  |
| 6.             | "Encadenados"                            | Carlos Arturo Briz                             | 3:59    |  |
| 7.             | "Bésame Mucho"                           | Consuelo Velázquez                             | 5:26    |  |
| 8.             | "Contigo (Estar Contigo)"                | Bebu Silvetti Sylvia Riera Ibañez              | 4:11    |  |
| 9.             | "Noche de Ronda"                         | Agustín Lara                                   | 4:16    |  |
| 10.            | "El Reloj"                               | Roberto Cantoral                               | 3:02    |  |
| 11.            | "Júrame"                                 | María Grever                                   | 3:57    |  |
| 12.            | "De Quererte Así (De T'Avoir Aimee)"     | Charles Aznavour Alex Marco                    | 3:13    |  |
| 13.            | "Uno"                                    | Enrique Santos Discepolo Marianito Mores       | 4:08    |  |
| 14.            | "Mañana de Carnaval (Manha do Carnival)" | Luís Bonfá Antônio Maria Jesús María Arozamena | 3:24    |  |
| Duração total: | Duração total:                           | Duração total:                                 | 51:35   |  |

## Singles
| #  | Título                    | EUA | LATIN POP | LATIN TROP | MEX REG |
| -- | ------------------------- | --- | --------- | ---------- | ------- |
| 1. | "De Quererte Así"         | #23 | –         | –          | –       |
| 2. | "Sabor A Mí"              | #6  | #3        | –          | –       |
| 3. | "Contigo (Estar Contigo)" | #2  | –         | –          | –       |
| 4. | "El Reloj"                | #26 | #1        | #9         | #15     |
| 5. | "Por Debajo de la Mesa"   | #1  | #1        | #3         | –       |

## Prêmios e indicações
Em 1998, o álbum ganhou o Billboard Music Awards na categoria "Álbum Masculino de Pop Latino do Ano", o World Music Awards na categoria "Melhor Artista de Vendas", o Grammy Awards de "Melhor Performance de Pop Latino", o Prêmio Onda e Prêmio Amigo de "Melhor Cantor Latino do Ano" para Luis Miguel e indicado ao Prêmio Amigo na categoria "Melhor Álbum Latino".

## Presença em "Anjo Mau Internacional" (1997)
A canção "Besame Mucho" foi incluída na trilha sonora internacional do remake da novela "Anjo Mau", exibido entre 1997 e 1998 pela TV Globo, no horário das 18 horas. Na trama de Maria Adelaide Amaral, inspirada na obra de Cassiano Gabus Mendes de 1976, a canção foi tema dos personagens "Tadeu" e "Stela", interpretados por Daniel Dantas e Maria Padilha.

## Charts
| Chart (1997)               | Posição |
| -------------------------- | ------- |
| Argentina (CAPIF)          | 1       |
| Billboard 200              | 14      |
| Billboard Latin Pop Albums | 1       |
| Billboard Top Latin Albums | 1       |
| Chart (1998)               | Posição |
| Espanha (PROMUSICAE)       | 1       |

| Chart (1997)               | Posição |
| -------------------------- | ------- |
| Billboard Latin Pop Albums | 3       |
| Billboard Top Latin Albums | 2       |
| Chart (1998)               | Posição |
| Billboard Latin Pop Albums | 4       |
| Billboard Top Latin Albums | 6       |

## Vendas e certificações
| Região | Certificação | Vendas/distribuição |
| --- | ------------ | ------------------- |
| Argentina (CAPIF) | Diamante     | 781.000             |
| Bolívia | 2x Platina   |                     |
| Brasil (ABPD) | Ouro         | 100.000*            |
| Chile (IFPI) | 8x Platina   | 160.000^            |
| Colômbia (ASINCOL) | 2x Platina   | 120.000x            |
| Equador (IFPI) | Platina      | 15.000x             |
| Espanha (PROMUSICAE) | 8x Platina   | 800.000^            |
| EUA (RIAA) | Platina      | 1.000.000^          |
| México (AMPROFON) | 4x Platina   | 1.000.000^          |
| Paraguai (IFPI) | 2x Platina   | 20.000x             |
| Peru (IFPI) | Platina      | 10.000x             |
| Venezuela (APFV) | 6x Platina   | 120.000*            |
| Resumos |              |                     |
| América Central | 4x Platina   | 80.000x             |
| *vendas baseadas apenas na certificação ^distribuições baseadas apenas na certificação xdistribuições não-especificadas baseadas apenas na certificação |              |                     |